# Valéria de Paiva
Valeria Correia Vaz de Paiva é uma matemática e cientista da informática brasileira que trabalha com semântica de linguagem natural e de linguagens de programação. Seu trabalho inclui  teorias lógicas para computação, especialmente utilizando Teoria de categorias, representação do conhecimento,  semântica de linguagem natural, e programação funcional com um foco em fundações e teorias de tipo. Ela é a terceira matemática brasileira mais procurada nos buscadores da internet.
Licenciou-se em matemática em 1982, obteve o mestrado em 1984 (em álgebra pura) e completou o doutorado pela Universidade de Cambridge em 1988, sob supervisão de Martin Hyland. Sua tese introduziu Espaços Dialecticos, uma maneira categórica de construir modelos de lógica linear.
Trabalhou nove anos no Palo Alto Research Center da Xerox PARC, em Palo Alto, Califórnia, e também trabalhou em Rearden Commerce e Cuill antes de se unir a Nuance. Foi docente em computação em várias instituições, tais como a Universidade de Santa Clara e a Universidade de Stanford. Cofundou o Topos Institute em Berkeley, CA, que visa avançar as ciências da conexão e integração observando as estruturas matemáticas da computação.
É membro honorária da Escola de  Informática, da Universidade de Birmingham. É membro do Conselho da Divisão de Lógica, Metodologia e Filosofia da Ciência e Tecnologia da União Internacional de História e Filosofia da Ciência e Tecnologia (2020-2023). Foi indicada como Embaixadora de Lógica  do World Logic Day de 2021.
No Encontro Brasileiro de Mulheres Matemáticas, realizado no IMPA, no Rio de Janeiro, Valéria foi convidada para ser uma das palestrantes especiais e comentou que "nos Estados Unidos, a proporção de mulheres ocupadas nas duas áreas caiu entre 1990 e 2013: passou de 35% para 26%. Na Engenharia, o movimento até foi de crescimento, mas se deu de forma muito tímida, passando de 9% para 12%". Segundo ela, “Já fui em conferência com 70 homens e eu. O cara que abriu a conferência disse: ‘Gentlemen e Valéria’. E os números [de graduadas em computação] no Brasil estão caindo, em vez de melhorar. Isso não pode ser’”.

## Algumas publicações
- Term Assignment for Intuitionistic Linear Logic (con Benton, Bierman and Hyland). Technical Report 262, University of Cambridge Computer Laboratory. Agosto de 1992.
- Lineales (con J.M.E. Hyland) In "O que nos faz pensar" Special number in Logic of "Cadernos do Dept. de Filosofia da PUC", Pontificial Catholic University of Río de Janeiro, abril de 1991.
- A Dialectica-like Model of Linear Logic. In Proc. of Category Theory and Computer Science, Manchester, RU, septiembre de 1989. Springer-Verlag LNCS 389 (eds. D. Pitt, D. Rydeheard, P. Dybjer, A. Pitts, A. Poigne).
- The Dialectica Categories. In Proc. of Categories in Computer Science and Logic, Boulder, CO, 1987. Contemporary Mathematics 92, Am. Mathematical Society, 1989 (eds. J. Gray & A. Scedrov)